# Paul W. Downs
Paul W. Downs  (Nueva Jersey; 21 de noviembre de 1982) es un actor, director, guionista y productor de cine estadounidense. Ganador de un Premio Globo de Oro y hasta tres Premios Primetime Emmy, dio el salto a la fama gracias a su papel en Broad City (2014-2019), aunque es reconocido por su trabajo como actor, director y guionista de la serie de televisión, Hacks (2021-presente). 

## Biografía
Nacido en el barrio de Morristown, Nueva Jersey, desde muy pequeño se mudó junto a su familia a Sussex Borough, Nueva Jersey. Asistió a la Escuela primaria de Peck y durante séptimo y octavo grado estuvo apuntado a teatro participando en la obra Twelfth Night donde ganó un premio de teatro. Estudió, también en el instituto de Pringy y para después licenciarse en teatro por la Universidad de Duke.

## Filmografía

### Cine
| Año  | Título      | Rol   | Notas             | Ref. |
| ---- | ----------- | ----- | ----------------- | ---- |
| 2017 | Rough Night | Peter | También guionista | Ref. |
| 2018 | Like Father | Jim   |                   | Ref. |

### Televisión
| Año           | Título                           | Rol         | Notas                                   |
| ------------- | -------------------------------- | ----------- | --------------------------------------- |
| 2014-2019     | Broad City                       | Trey Pucker | También guionista y productor ejecutivo |
| 2016          | Netflix Presents: The Characters |             | También guionista                       |
| 2016          | Time Traveling Bong              | Jeff        | También creador y productor ejecutivo   |
| 2021-presente | Hacks                            | Jimmy       | También creador, guionista y productor  |

## Vida personal
Reside en la ciudad de Los Ángeles junto a su esposa Lucia Aniello.

## Premios y nominaciones
| Premio                           | Año  | Categoría                                      | Trabajo | Resultado | Ref.          |
| -------------------------------- | ---- | ---------------------------------------------- | ------- | --------- | ------------- |
| Premios Globo de Oro             | 2021 | Mejor serie - Comedia o musical                | Hacks   | Ganador   | [ 9 ]         |
| Premios Primetime Emmy           | 2021 | Mejor serie de comedia                         | Hacks   | Nominado  | [ 10 ]        |
| Premios Primetime Emmy           | 2021 | Mejor guion para una serie de comedia          | Hacks   | Ganador   | [ 10 ]        |
| Premios Primetime Emmy           | 2024 | Mejor serie de comedia                         | Hacks   | Ganador   | [ 13 ] [ 14 ] |
| Premios Primetime Emmy           | 2024 | Mejor actor de reparto en una serie de comedia | Hacks   | Nominado  | [ 13 ] [ 14 ] |
| Premios Primetime Emmy           | 2024 | Mejor guion para una serie de comedia          | Hacks   | Ganador   | [ 13 ] [ 14 ] |
| Premios del Sindicato de Actores | 2022 | Mejor reparto de televisión - Comedia          | Hacks   | Nominado  | [ 15 ]        |